# 눈물의 여인
"눈물의 여인"은 1969년에 개봉한 대한민국의 영화이다.

## 캐스팅
- 남진
- 김지수 : 연옥 역
- 윤일봉 : 임백규 역
- 조영일 : 임란 역
- 허찬
- 김혜자 : 최숙자 역
- 문미봉
- 김웅
- 이예성
- 조덕성
- 이기영
- 최광호
- 박선경